# 黄1号

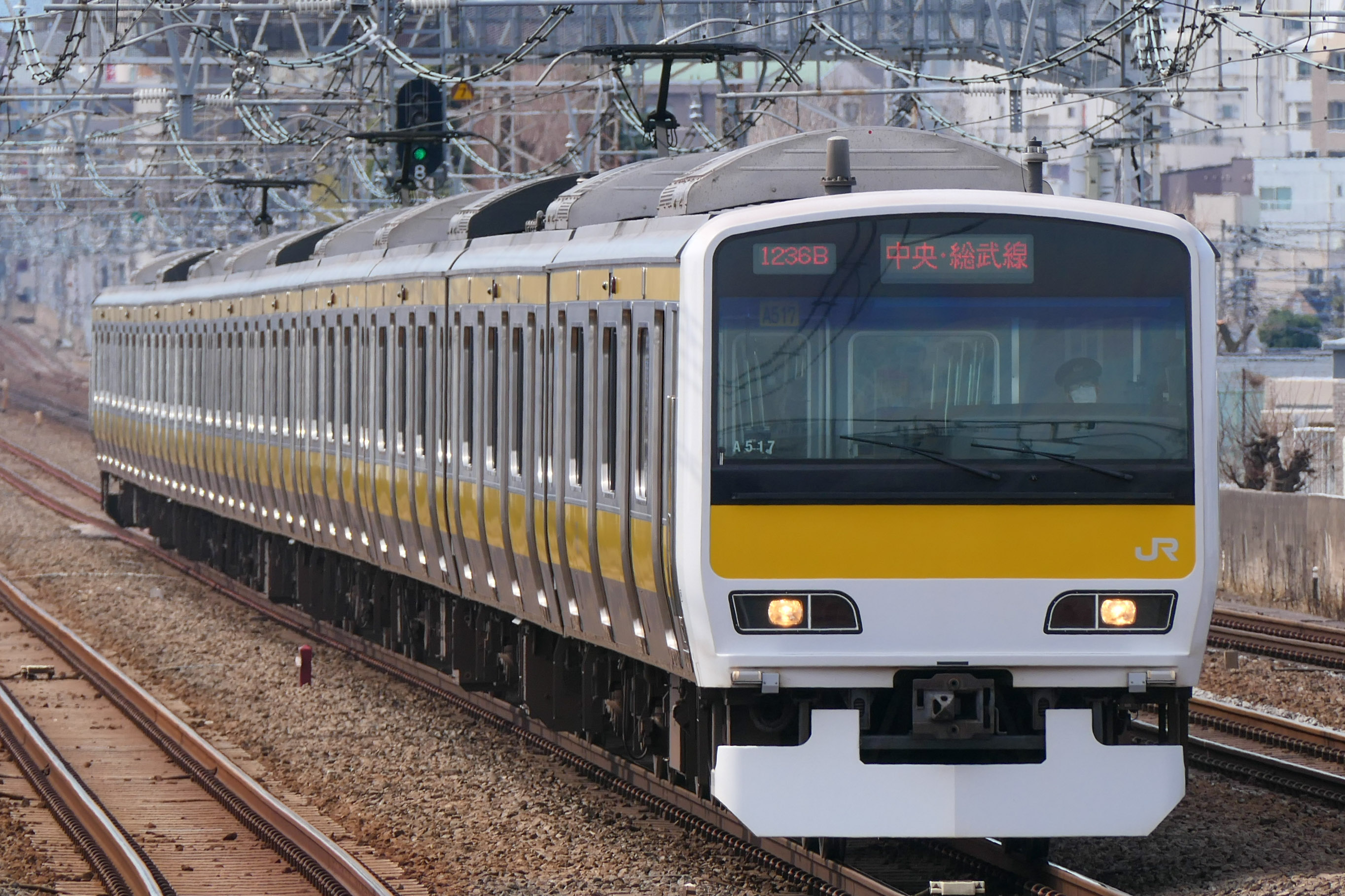
黄1号の帯を巻く中央・総武緩行線E231系500番台

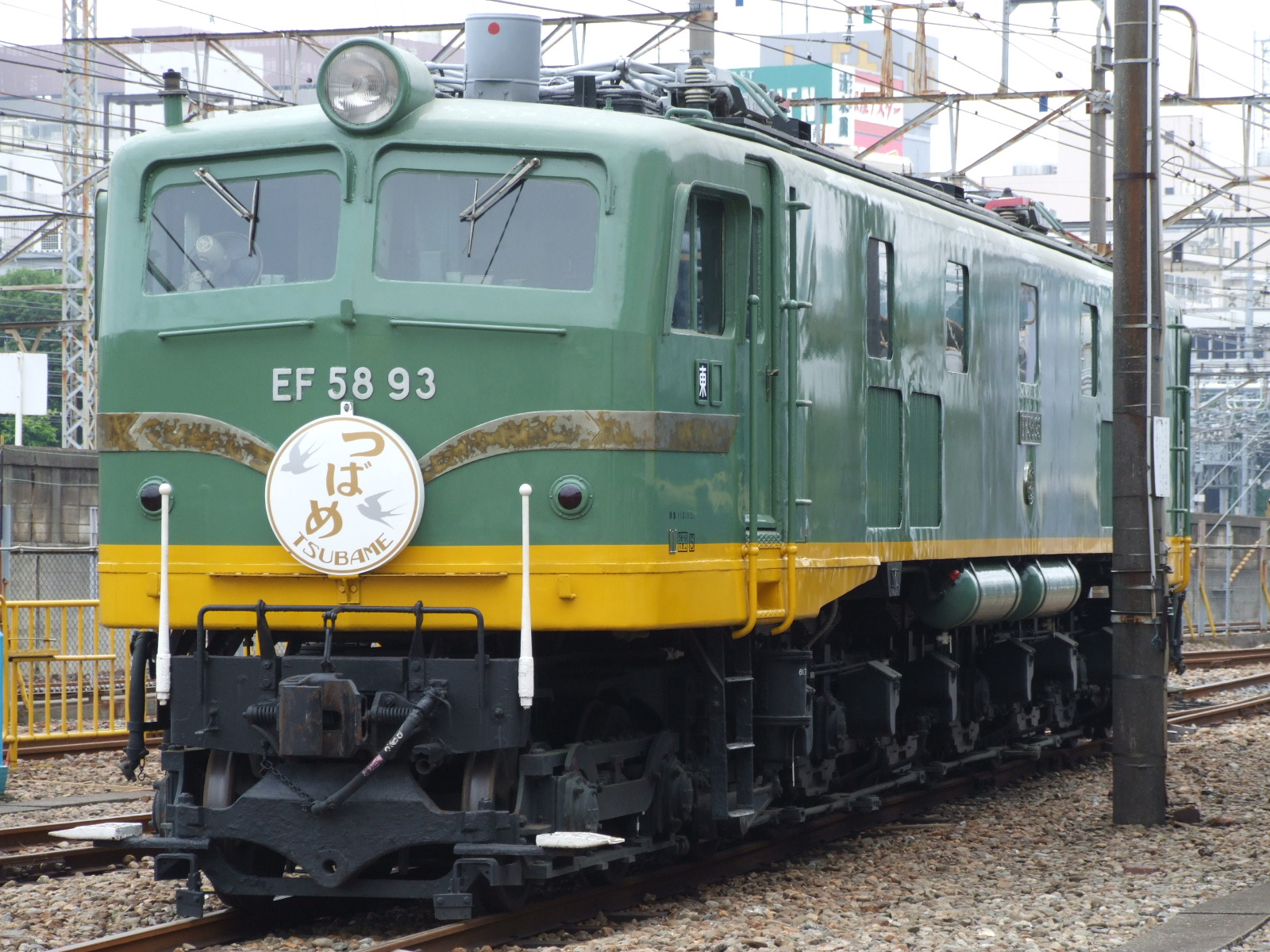
車体裾に黄1号を配した「青大将」色のEF58形電気機関車

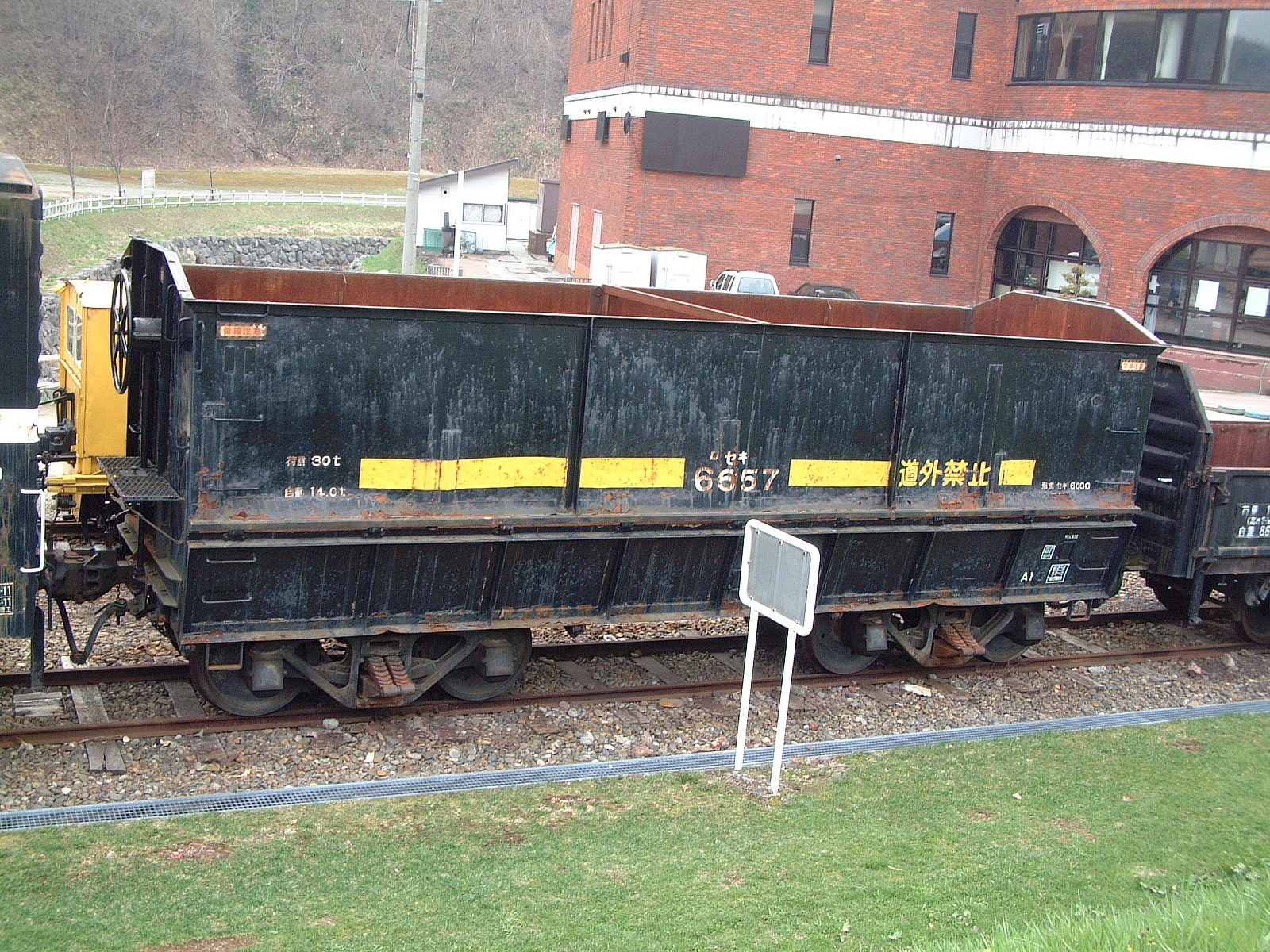
黄1号の帯を巻いたセキ6000形貨車

黄1号（き1ごう）は、日本国有鉄道（国鉄）が定めた色名称の1つである。

## 概要
慣用色名称は「黄色」である。マンセル値は「2.5Y 8/13.3」。
1954年のEH10形の帯色として採用されたのが最初である。その後、1956年にEF58形が淡緑5号地の「青大将」色に塗られた際には、裾部分の色としても使用された。
1959年には修学旅行用電車を製造することになり、一般公募で黄色と赤のデザインが多かったことから、本色が地色に採用されることになり、朱色3号の裾色と組み合わせて使用された。
1962年の外部塗色の一部統合標準化で、修学旅行用電車の地色については黄5号に変更されているが、その後も本色は、1968年10月1日ダイヤ改正により運用制限された最高速度65km/h以下の貨車に対する識別帯として、現在に至るまで使用されている。
また、民営化後の南武線と中央・総武緩行線への205系投入に際し、ステンレス無塗装との対比から、これらの線区における塗装車の車体色であった黄5号に代わって帯色に採用された。

## 使用車両
- 国鉄EH10形電気機関車
- 国鉄EF58形電気機関車
- 国鉄155系・159系電車
- 国鉄の最高速度65km/h以下の貨車
- JR東日本E127系電車（南武支線）
- 国鉄205系電車（中央・総武緩行線、南武線）
- JR東日本209系電車（中央・総武緩行線、南武線）
- JR東日本E231系電車（中央・総武緩行線）
- JR東日本E233系電車（南武線）
- ドクターイエロー923形
- 国鉄タキ5450形貨車（タンク部分）

## 近似色
- 黄5号
- 名古屋市営地下鉄東山線の電車の帯色及びラインカラー、鋼製車時代（名古屋市交通局300形電車など）の外部塗色。